# Albie Donnelly

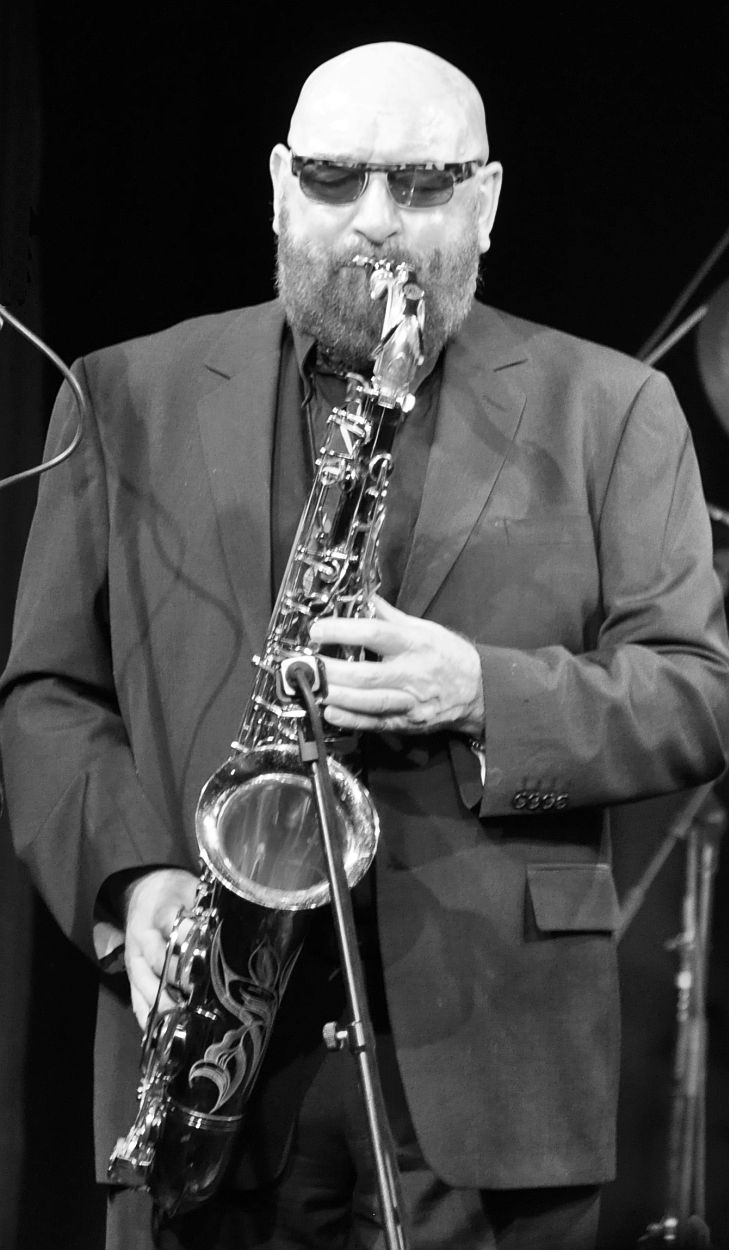
Albie Donnelly 2012

Albie Donnelly (* 12. August 1947 in Liverpool, Großbritannien) ist ein britischer Saxofonist, Bandleader und Leadsänger der im Jahr 1973 gegründeten Gruppe Supercharge. Er war außerdem Studiomusiker u. a. für Bob Geldof und The Boomtown Rats. Seit 1976 hat er eine Vielzahl von CDs veröffentlicht. Neben seinem Engagement als „Mister Supercharge“ ist er mit seinem Projekt „The Big Thing“ unter Mitwirkung von André Tolba (Gitarre u. Gesang), Wolfgang Diekmann (Bass) und Uwe Petersen (Schlagzeug) und „The Big 3“ unter Mitwirkung von Horst Bergmeyer (Piano, Orgel u. Gesang) und Uwe Petersen (Schlagzeug) auf Tournee. Seit Mitte der 1990er Jahre ist Albie Donnelly im niederbergischen Heiligenhaus ansässig. Im Dezember 2018 wurde er von der Musikfirma 7us media Group, die er seit 2012 mit der Vermarktung seiner Tonträger und Songs betraut, für das Album „Local Lads Make Good“ mit einem IMPALA-Award in Silber ausgezeichnet.

## Diskografie
- 1976: Local Lads Make Good
- 1976: Supercharge
- 1977: Horizontal Refreshment
- 1979: Body Rhythm
- 1980: Now Jump
- 1984: Live at Maxim's at Tina Onassis' Wedding
- 1990: Full Power
- 1996: The Spirit In Me
- 1997: Live im Schlachthof München
- 2011: Big Blow
- 2011: Don`t Worry Bout A Thing
- 2012: Zounds Best - Get Up And Dance
- 2016: Live And Loaded
- 2018: Get Hip
- 2023: Live At Maxims: At Tina Onassis`Wedding (Neuauflage)